# مقاطعة تاني (ميزوري)
مقاطعة تاني (بالإنجليزية: Taney County, Missouri)‏ هي إحدى مقاطعات ولاية ميزوري في الولايات المتحدة. تأسست سنة 100px، وتبلغ مساحتها January 4 كم2، بلغ عدد سكانها 2.93% نسمة في عام 2010 حسب إحصاء مكتب تعداد الولايات المتحدة وتصل الكثافة السكانية فيها 51675 نسمة/كم2.

## وصلات خارجية
- 12
- United States Counties